# 헬스 엔젤스

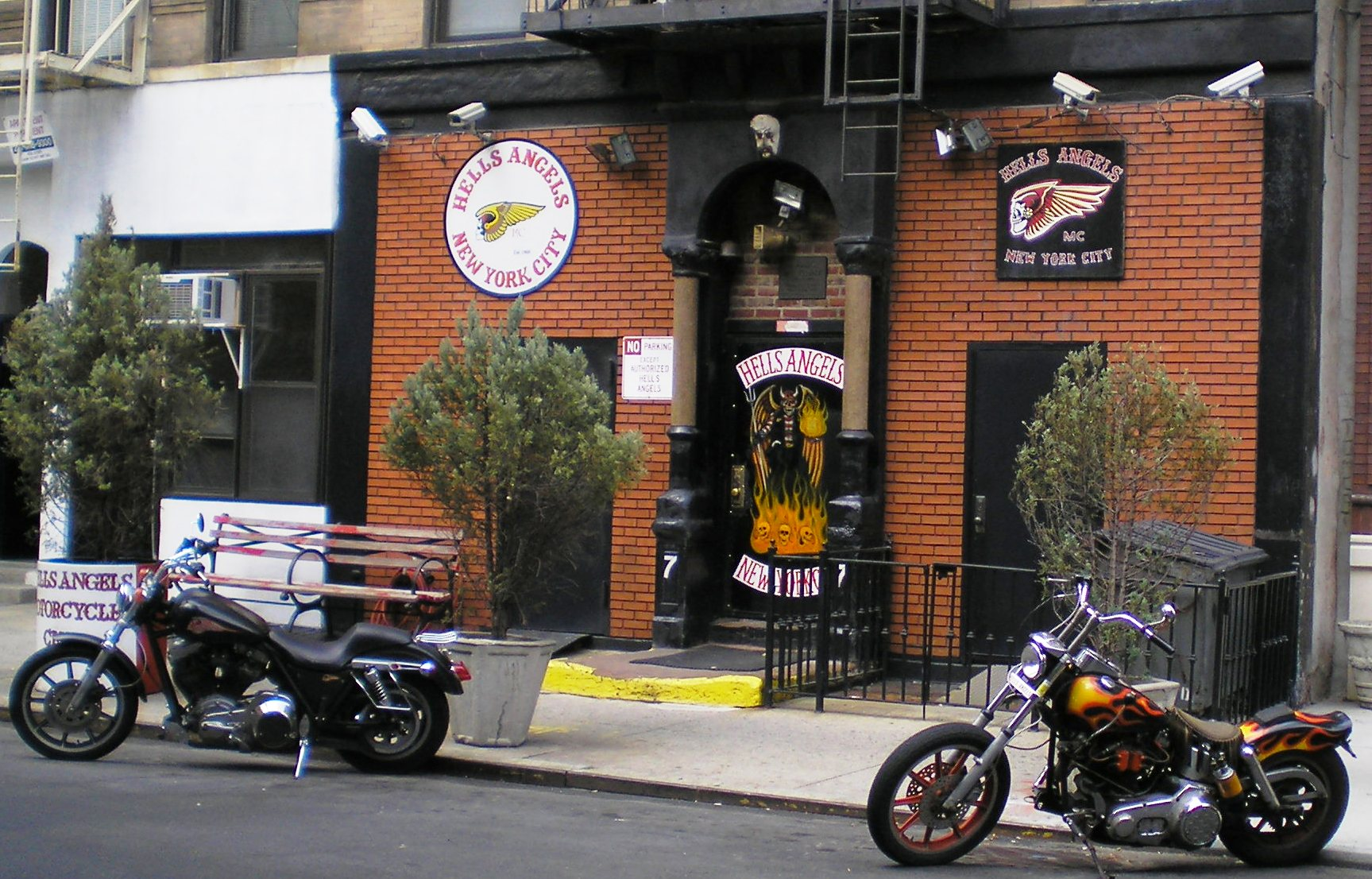
뉴욕에 있는 헬스 엔젤스의 본부

헬스 엔젤스(영어: Hells Angels)은 미국의 모터사이클 클럽으로 1948년에 캘리포니아 폰태나에서 결성되었다. 현재도 캘리포니아의 지방지부는 활발한 활동을 계속하고 있다. 클럽명의 "Hells Angels"는 하워드 휴즈가 제작하고 영국 육군항공대를 소재로 한 영화 《지옥의 천사들》을 모방한 것이다. 이 클럽은 전 세계의 22개국에 189개의 지부가 있으며, 약 2000명의 멤버가 소속되어 있다. 비합법활동에 영향을 미치고 있어 모터사이클을 탄 미국의 폭력 집단으로 여겨진다.

## 역사

### 결성

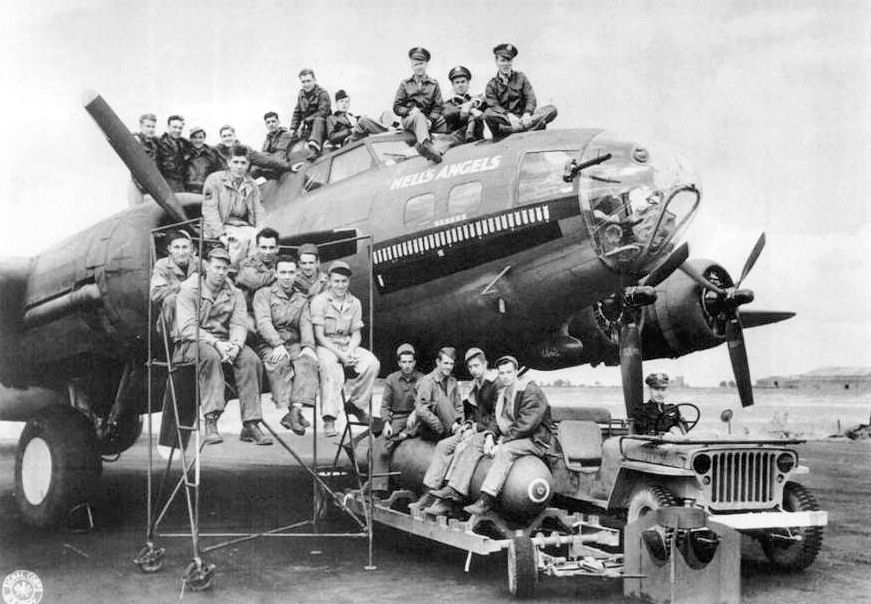
사진의 B-17F 기체는, 제1차 세계대전 전투기 조종사를 소재로 한 하워드 휴스의 영화에서 헬스 엔젤스라는 이름을 따왔다.

헬스 엔젤스는 1948년 3월 17일 캘리포니아 폰태나에서 제2차 세계대전 참전용사인 비숍 가문에 의해 설립되었다. 이후 피스드 오프 바스터즈 오브 블루밍턴 등의 다른 모터사이클 클럽 출신 멤버들이 여럿 합류했다. 헬스 엔젤스 웹사이트는 부적응자 또는 불만분자 무더기가 해당 모터사이클 클럽과 아무런 관련이 없다고 명시하고 있다. 웹사이트는 역시 단체명이 아르비드 올슨이 제안한 것이라고 주장하며, 그가 플라잉 타이거스의 "핼스 엔젤스"라고 하는 중국주둔 비행중대에 복무한 관계자라고 말한다. "헬스 엔젤스"는 미국 비행중대 및 다른 비행 그룹에서 흔히 쓰인 이름으로, 제1차 및 제2차 세계대전과 기타 전쟁에서는 맹렬하고 죽음을 불사한다는 의미의 타이틀이었다. 버마와 중국에 주둔한 플라잉 타이거스의 세 개 P-40 비행중대와 세 번째 비행중대가 "헬스 엔젤스"로 지칭되었다.
다른 출처는 헬스 엔젤스가 샌버너디노 출신의 헬스 엔젤스 일원 로키 그레이브스에 의해 1953년 샌프란시스코에서 조직되었다고 주장한다.

### 소니 바거
랠프 "소니" 바거는 출생신고서를 위조해서 16세에 군에 입대했으나, 곧 그 사실이 발각되어 해임당한 전직 군인이었다. 19세가 되던 1957년에 그는 해골 옆으로 날개가 돋아 있는 선명한 로고를 박고 다니는 오토바이족 갱단과 함께 오토바이를 타기 시작했다. 그 로고는 돈 리브스라는 오토바이족이 새크라멘토에서 가져온 것이었다. 자기네 로고에 영감을 얻은 바거의 패거리는 스스로를 헬스 엔젤스라고 불렀다. 그런데 이들은 켈리포니아에 이미 똑같은 이름을 가진 느슨한 클럽 연합체가 존재한다는 사실을 모르고 있었다. 유사한 클럽들이 존재한다는 사실을 알고 난 후에 바거의 패거리는 그들과 힘을 합치고 날개 달린 해골 로고를 함께 사용한다. 1963년에 바거가 클럽 회장으로 있는 오클랜드 지부가 헬스 엔젤스 패거리의 지휘권을 손에 넣는다. 바거는 기존의 조직 내에 만연해 있던 무정부 상태를 대체할 새로운 규약을 확립하여 자신의 권력을 공고히 한다. 그는 헬스 엔젤스 지부 설립 허용 기준을 마련해서 새로운 지부를 만들 때마다 기존의 클럽으로부터 지원을 받고, 클럽에서 가장 높은 계급인 풀 패치 멤버를 적어도 여섯 명 확보하도록 했다. 새로운 지부들이 우후죽순처럼 생겨나면서 50년 만에 날개 달린 해골 로고가 전 세계 클럽하우스를 장식했다. 소니 바거의 지휘 아래 좀 더 체계적으로 정비된 헬스 엔젤스는 점점 더 범죄행위에 깊숙이 관여하게 된다.

### 범죄 활동
처음에 헬스 엔젤스는 마약의 소비자 입장이었다. 말에 사용되는 진정제 펜시클리딘은 오토바이족들이 애용하는 바람에 엔젤 더스트, 즉 천사의 가루로 불렸다. 그러나 1960년대 말에는 그들의 사업적 흥미가 마약 거래쪽으로 기울기 시작했다. 1967년 사랑의 여름 페스티벌 기간 동안 헬스 엔젤스는 샌프란시스코 히피족들 사이에서 주요 LSD 밀매자로 자리잡게 되지만 이 마약은 너무 싸서 돈벌이가 되지 않았다. 한편 엔젤 더스트는 불쾌한 환각과 정신병적 폭력을 유발하는 것 때문에 평판이 나빴다. 하지만 메스암페타민은 그런 문제점이 나타나지 않는 것으로 보였기 때문에 별다른 홍보 없이도 잘 팔렸다. 담배로 피거나, 코로 흡입하거나, 주사로 주입하는 이 합성 각성제는 헬스 엔젤스의 베스트셀러 상품으로 자리잡게 된다. 이 약은 심한 오남용으로 인해 북미 전체에서 유행처럼 급속히 확산되기에 이른다.
사법당국이 이들에 주목하게 된 계기는 마약이 아니라 폭력이었다. 캘리포니아 법무장관이 작성한 한 보고서에서는 몬터레이에서 한 소녀가 윤간을 당한 사건의 용의자로 헬스 엔젤스를 지목했다. 이 보고서를 계기로 이들의 폭력적 행동에 대한 이야기가 사람들의 입에 오르내리면서 해당 클럽에 모든 미국인의 관심이 쏠렸다. 그런 악명 높은 사건이 1969년에 또 한 번 일어났다. 알타몬트 스피드웨이 무료 페스티벌에서 그룹 롤링 스톤스는 헬스 엔젤스 멤버들을 경비원으로 고용했다. 흥분한 관객들 사이에서 콘서트를 열성적으로 쫓아다니던 한 관객이 총을 꺼대들고 무대 위로 오르려다 이를 제지하던 헬스 엔젤스 멤버의 칼에 목숨을 잃었다. 몇 년 후 롤링 스톤스의 공연 투어 매니저 샘 커틀러는 당시 팬들이 통제불능 상태였기 때문에 헬스 엔젤스가 없었다면 밴드 멤버들이 모두 밟혀 죽었을 것이라고 주장했다.
이들의 폭력은 미국에 국한되지 않았다. 바거는 1977년에 퀘벡 몬트리올 근처에서 활동하는 뽀빠이 모터사이클 갱단을 합병해서 새로운 지부로 삼았다. 그 창립 멤버 중 한 명은 30세의 연쇄살인범 이브 트뤼도였다. 2년 뒤에 그는 퀘벡에서 라발 지부를 창립한다. 라발 지부는 전대미문의 폭력 사용으로 악명이 높았다. 이 지부의 멤버들은 팔아야 할 마약을 자기네가 먹어치웠다고 비난 받았고, 노바스코샤 지부를 등쳐서 돈을 빼돌린 것으로도 비난 받았다. 다른 지부들조차 이들이 너무 거칠어서 제거하고 싶어했다. 1985년 3월에 서브룩 지부에서 라발 지부 멤버 다섯 명을 유인해 살해했다. 레녹스빌 대학살로 알려진다. 1994년에는 "맘" 부셰의 지도 아래 몬트리올 헬스 엔젤스는 마약 도매권의 이권을 두고 라이벌 갱단과 연합을 구성하여 격렬한 전쟁을 치르고 있었다. 스칸디나비아에서도 비슷한 충돌이 일어나고 있었다. 스칸디나비아 폭주족 전쟁이 일어나 헬스 엔젤스가 마약 거래의 헤게모니를 장악하기 위해 반디도스 모터사이클 클럽과 대결을 벌이고 있었다.

## 참고 문헌
- 샤나 호건;  외. (2017). 《Crime book》 [범죄의 책]. 번역 김성훈; 박유진; 이시은; 최윤희. 지식갤러리. ISBN 979-11-88096-11-4.